# Lars Bender
Lars Bender (* 27. dubna 1989 Rosenheim) je bývalý německý profesionální fotbalista, který hrával na pozici defensivního záložníka. Svoji hráčskou kariéru ukončil v létě 2021 v Bayeru Leverkusen, ve kterém hrál přes deset let. Mezi lety 2011 a 2014 odehrál také 19 utkání v dresu německé reprezentace, ve kterých vstřelil 4 branky.
Jeho bratr, dvojče, Sven Bender je také bývalý profesionální fotbalista.

## Klubová kariéra

### Bayer Leverkusen
Profesionální kariéru započal v klubu TSV 1860 München, odkud v létě 2009 přestoupil do Bayeru Leverkusen. Leverkusen za něj zaplatil 2,5 milionu eur.
Svůj debut si odbyl 20. září 2009, což je zároveň i jeho první start v první německé Bundeslize. Kontrakt s týmem vyprší 30. června 2014.
V prvních dvou sezónách (2009/10 a 2010/11) v Leverkusenu byl spíš v roli střídajícího hráče, neboť tu byla konkurence v podobě klubových legend jako Michael Ballack nebo Simon Rolfes.

#### Sezóna 2013/14
Během letního přestupového období usiloval o Bendera anglický Arsenal. Leverkusen však nabízenou sumu okolo 23 milionů eur zamítl.
Bender nastoupil do všech prvních čtyřech utkání nové bundesligové sezóny a ve třech případech odehrál celý zápas. Po výhrách nad Freiburgem, Stuttgartem a Mönchengladbachem ale přišla prohra 0:2 se Schalke. Během následujícího kvalifikačního kola nemohl pomoci reprezentaci, neboť jej zužovalo zranění.

#### Sezóna 2014/15
Benderovy výkony ve středu pole dopomohly v další sezóně Bundesligy na 4. místo, sám navíc často navlékal kapitánskou pásku. Ve 26 zápasech ligy vstřelil jediný gól v zápase proti Paderbornu, kdy pomohl k remíze 2:2. V základní skupině Ligy mistrů zasáhl do pěti zápasů a jako kapitán dovedl Leverkusen k postupu do osmifinále. Odvetné utkání na stadionu Atlética Madrid nedohrál kvůli zranění a neovlivnil tak penaltový rozstřel, který Leverkusen nezvládl.

#### Sezóna 2015/16
Kvůli zranění kotníku zmeškal valnou část sezóny 2015/16, v lize tak odehrál pouze 11 zápasů v úvodu a v závěru sezóny. S odchodem Simona Rolfese do fotbalového důchodu se stal definitivně kapitánem týmu.

#### Sezóna 2019/20
Do své jedenácté sezóny ve dresu Leverkusenu vešel jakožto kapitán a pravý krajní obránce základní sestavy. Ve 4. ligovém kole byl u prohry 0:4 s Borussií Dortmund. O pár dní později byl též na hřišti, když Bayer podlehl doma s Lokomotivem Moskva 1:2 během prvního zápasu skupinové fáze Ligy mistrů. Další zápas LM s Juventusem (0:3) však musel kvůli zranění vynechat.
V zářijovém ligovém zápase proti Unionu Berlín dosáhl Lars Bender na jubileum – byl to jeho 300. zápas ve dresu Bayeru napříč všemi soutěžemi.

## Reprezentační kariéra
Zaujal trenéry národních mládežnických týmů, a tak odehrál několik zápasů za mládežnické reprezentace. Byl u vítězství Německa na mistrovství Evropy do 19 let v roce 2008 v České republice, kde mladí Němci porazili ve finále Itálii 3:1.
Zúčastnil se LOH 2016 v brazilském Rio de Janeiru, kde Němci získali stříbrné medaile po finálové porážce 4:5 v penaltovém rozstřelu proti Brazílii.
V A-mužstvu Německa debutoval 6. 9. 2011 v přátelském zápase v Gdańsku proti reprezentaci Polska (remíza 2:2). Zúčastnil se evropského šampionátu 2012 konaného v Polsku a na Ukrajině.

## Úspěchy
Německo U19
- Mistrovství Evropy do 19 let: 1. místo (2008)

### Individuální
- Tým sezóny Bundesligy podle kickeru – 2017/18[12]

## Osobní život
Jeho dvojče – bratr Sven Bender je rovněž bývalým fotbalistou.